# Teatro Reale (La Valletta)
Il Teatro Reale della Valletta (It-Teatru Rjal in maltese, Royal Theatre in inglese) è stato un teatro d'opera e di arti performative sull'isola di Malta.
Fu progettato dall'architetto inglese Edward Middleton Barry e fu eretto nel 1866 divenendo uno degli edifici più belli e iconici della capitale maltese.
Nel 1873 gli interni del teatro vennero gravemente danneggiati da un incendio, che venne quindi restaurato nel 1877. Nel 1942 il teatro venne raso al suolo dai bombardamenti aerei ad opera dell'aeronautica nazista durante la seconda guerra mondiale.
Dopo aver valutato diversi piani di ricostruzione del teatro, le rovine sono state ridisegnate dall'architetto italiano Renzo Piano e nel 2013 il sito è ritornato alla sua funzione di luogo per spettacoli come teatro all'aperto con il nome di Pjazza Teatru Rjal.

## Storia

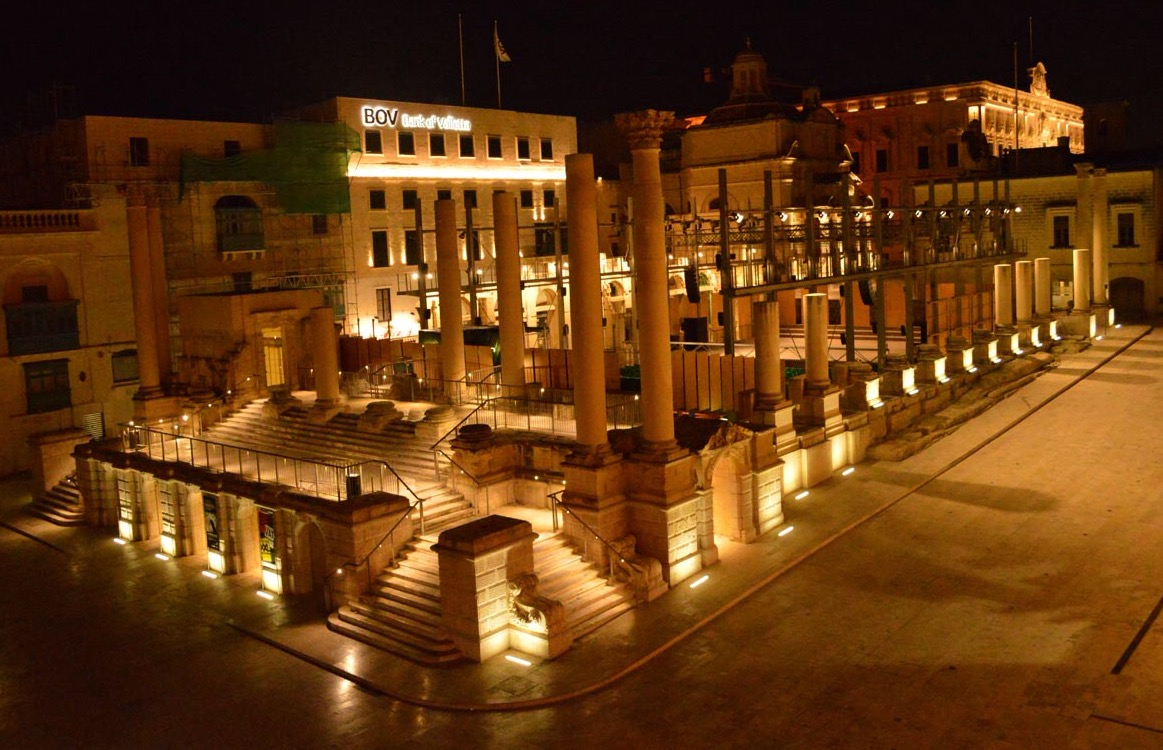
Pjazza Teatru Rjal di notte

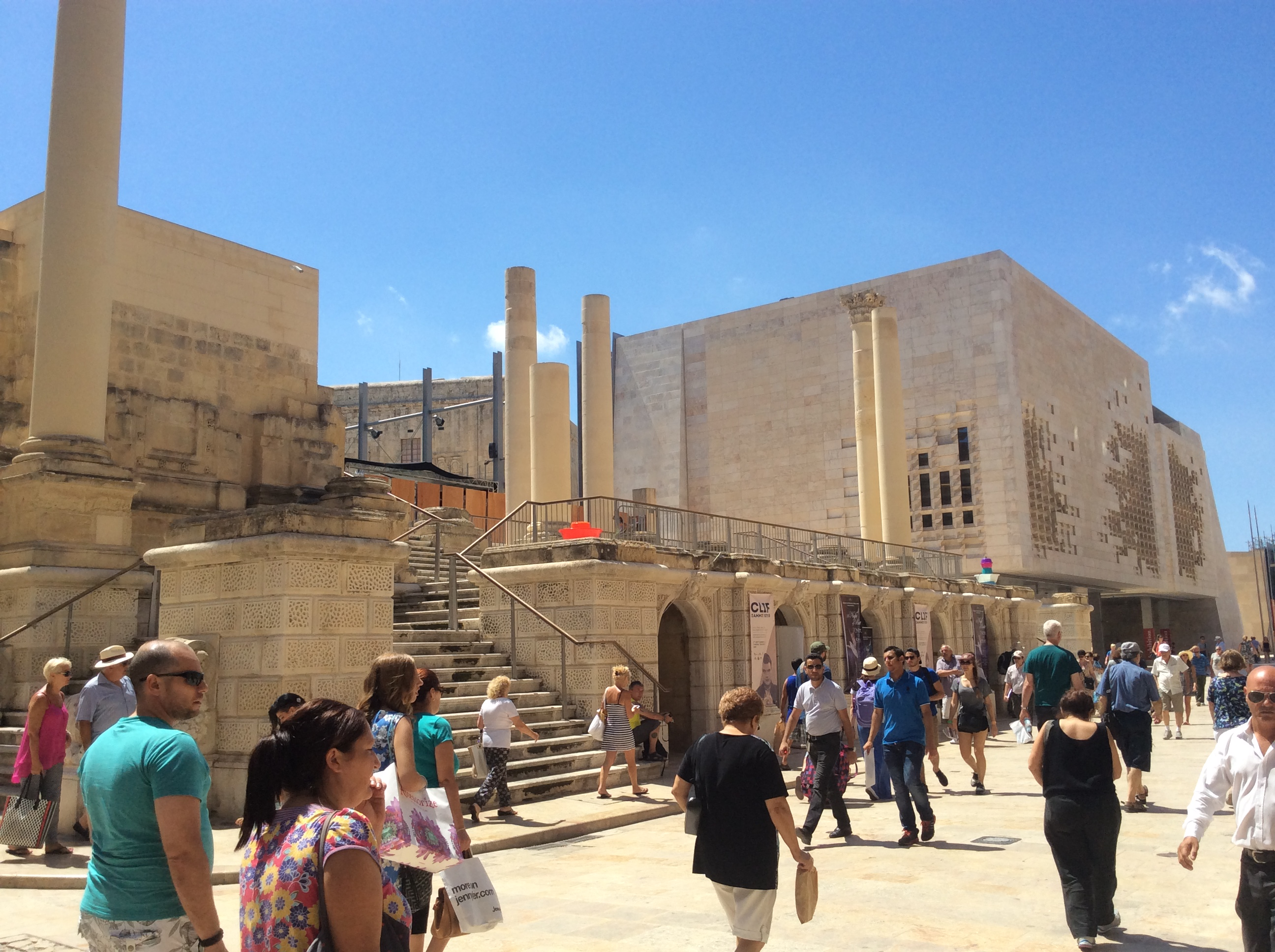
Sulla sinistra, il nuovo teatro all'aperto e il palazzo del Parlamento progettati da Renzo Piano

Il progetto dell'edificio fu affidato a Edward Middleton Barry, l'architetto del Covent Garden Theatre, che lo completò nel 1861. I piani originali dovettero però essere modificati perché non era stata presa in considerazione la pendenza delle strade ai lati del teatro, problema che venne superato con l'aggiunta di una terrazza che si affacciava sulla Strada Reale (oggi Republic Street) progettata da architetti maltesi.
La costruzione dell'edificio iniziò nel 1862, dopo che venne demolita la Casa della Giornata, e completata quattro anni dopo nel 1866. Il teatro, con una capacità di 1.095 posti seduti e 200 in piedi, venne inaugurato il 9 ottobre 1866.
Il Teatro Reale non ebbe lunga vita: il 25 maggio 1873, solo sei anni dopo la sua apertura, venne devastato da un incendio che ne distrusse gli interni. Il teatro venne quindi ricostruito e riaperto l'11 ottobre 1877 con una rappresentazione dell'Aida di Verdi.

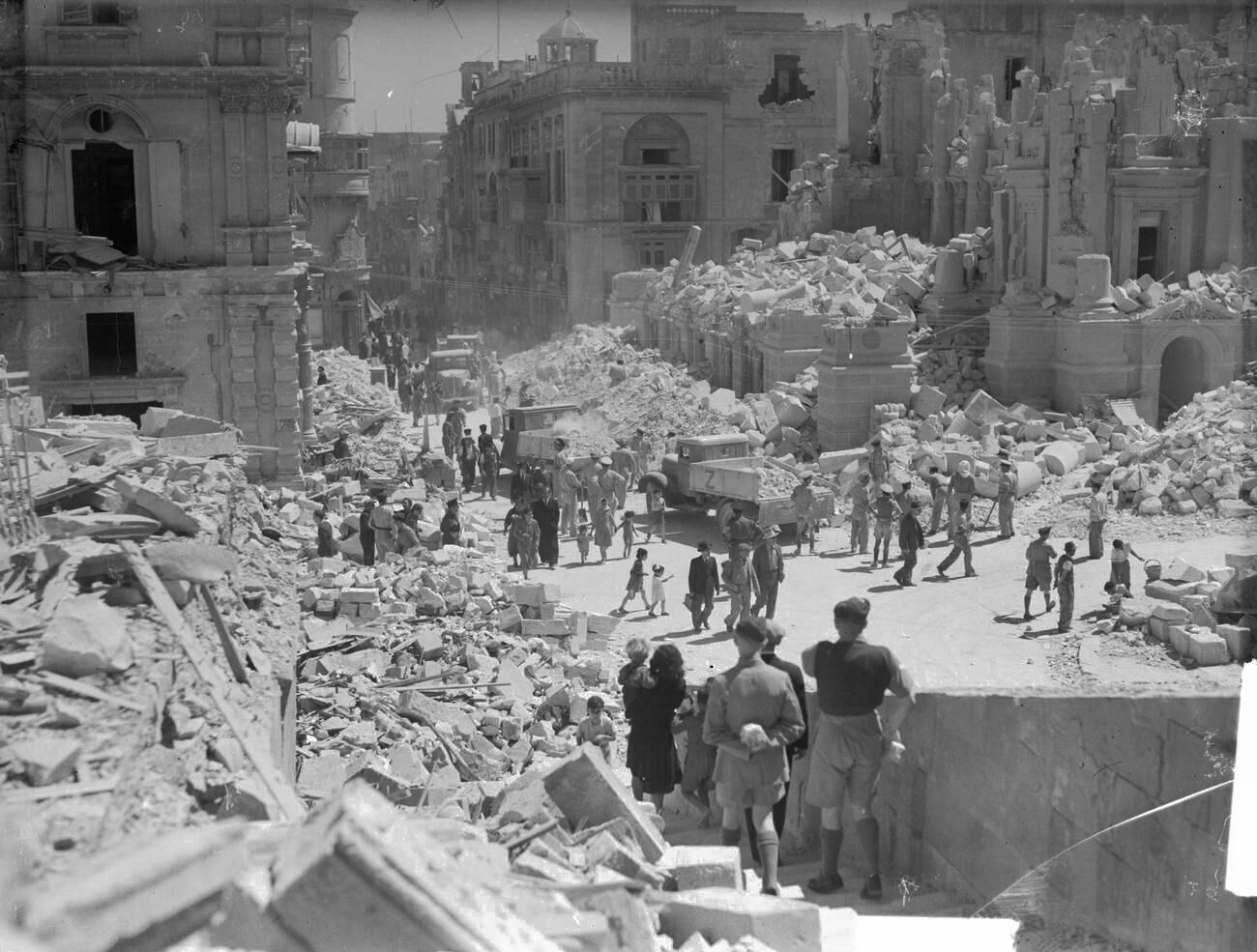
La Strada Reale dopo un raid aereo con le rovine del Teatro Reale (a destra)

65 anni dopo, il 7 aprile 1942 il teatro venne quasi completamente distrutto da un bombardamento aereo della Lutwaffe e le strutture superstiti vennero livellate verso il basso alla fine degli anni '50 per ragioni di sicurezza, lasciando in piedi la terrazza e alcune colonne.
Dopo la guerra, la ricostruzione del teatro venne più volte posticipata a favore di progetti di ricostruzione ritenuti più pressanti finché negli anni ottanta non venne dato incarico al clebre architetto italiano Renzo Piano di progettare un nuovo edificio e di risanare l'ingresso della città.
I progetti di Piano vennero approvati dal governo maltese nel 1990 ma i lavori cominciarono solo alla fine degli anni duemila e terminarono nel 2013, quando venne ufficialmente inaugurato il teatro all'aperto Pjazza Teatru Rjal.